# Фібріані Ратна Маріта
Фібріані Ратна Маріта (24 лютого 1994) — індонезійська плавчиня, яка спеціалізувалася на індивідуальних змаганнях з комплексного плавання. Вона представляла Індонезію на літніх Олімпійських іграх 2008 року та перших літніх юнацьких Олімпійських іграх 2010 року, а також встановила два рекорди Індонезії на дистанціях 200 і 400 метрів комплексним плаванням на Іграх Південно-Східної Азії 2009 року.
У чотирнадцять років Маріта стала однією з наймолодших плавчинь, які офіційно дебютували на літніх Олімпійських іграх 2008 року в Пекіні, змагаючись на дистанції 200 м комплексним плаванням. Плаваючи на зовнішній доріжці в першому запливі, Маріта показала найповільніший час — 2:28,18, на п'ять секунд відставши від Лінь Ман Хсу з Китайського Тайбею. Однак Маріта не змогла пройти до півфіналу, оскільки посіла тридцять восьме місце в загальному заліку.
Маріта встановила два національні рекорди в комплексному плаванні на Іграх Південно-Східної Азії 2009 року у В'єнтьяні, Лаос. Вона також не потрапила до числа призерів, коли фінішувала четвертою на дистанції 200 м комплексним плаванням з особистим рекордом 2:21,00.
У 2010 році Маріта кваліфікувалася на перші в історії Юнацьких Олімпійських іграх у Сінгапурі завоювавши путівку на Національному чемпіонаті Сінгапуру серед однолітків із часом 2:23,98. Вона пливла на дистанції 200 м комплексним плаванням серед дівчат, посівши п'яте і шістнадцяте місця в попередніх запливах, а її особистий рекорд склав 2:23,92, що на шість сотих секунди краще за її кваліфікаційний час.